# Marc Macédot
Marc Macedot (ur. 15 września 1988) – francuski lekkoatleta, sprinter uprawiający bieg na 400 metrów.
W 2011 zdobył halowe mistrzostwo Europy w sztafecie 4 x 400 metrów. Reprezentant kraju na drużynowych mistrzostwach Europy.

## Rekordy życiowe
- Bieg na 400 metrów – 45,99 (2013)